# 342 (numero)
Trecentoquarantadue (342) è il numero naturale dopo il 341 e prima del 343.

## Proprietà matematiche
- È un numero pari.
- È un numero composto con 12 divisori: 1, 2, 3, 6, 9, 18, 19, 38, 57, 114, 171, 342. Poiché la somma dei suoi divisori (escluso il numero stesso) è 438 < 342, è un numero abbondante.
- È un numero di Harshad (in base 10), cioè è divisibile per la somma delle sue cifre.
- È un numero palindromo nel sistema di numerazione posizionale a base 5 (2332) e in quello a base 7 (666). In quest'ultima base è altresì un numero a cifra ripetuta.
- È un numero ettagonale.
- È un numero pratico.
- È parte delle terne pitagoriche (280, 342, 442), (342, 456, 570), (342, 1056, 1110), (342, 3240, 3258), (342, 9744, 9750), (342, 29240, 29242).
- È un numero intoccabile.
- È un numero congruente.
- È un numero oblungo, ovvero della forma n(n+1).

## Astronomia
- 342P/SOHO è una cometa periodica del sistema solar/McNaught.
- 342 Endymion è un asteroide della fascia principale del sistema solare.

## Astronautica
- Cosmos 342 è un satellite artificiale russo.